# Alpha波
Alpha波，或阿尔法节律，是频率范围在8-12赫兹的神经振荡。一般认为Alpha波可能源于丘脑起搏器细胞的同步电活动，但视觉皮层中也有能独立形成α振荡的区域。历史上，它也被称为 "贝格尔波"，以汉斯・伯格（Hans Berger)的名字命名，他在1924年发明脑电图时首次描述了它们。